# Oucques La Nouvelle
Oucques La Nouvelle ist eine französische Gemeinde mit 1.647 Einwohnern (Stand: 1. Januar 2022) im Département Loir-et-Cher in der Region Centre-Val de Loire. Sie gehört zum Arrondissement Blois und zum Kanton La Beauce.
Sie entstand als Commune nouvelle mit Wirkung vom 1. Januar 2017, indem die bisherigen Gemeinden Oucques, Baigneaux, Beauvilliers und Sainte-Gemmes zusammengelegt wurden. Diese sind seither Communes déléguées. Der Verwaltungssitz befindet sich in Oucques.

## Gliederung
| Ortsteil                  | ehemaliger INSEE-Code | Fläche (km²) | Einwohnerzahl zum 1. Januar 2022 |
| ------------------------- | --------------------- | ------------ | -------------------------------- |
| Oucques (Verwaltungssitz) | 41171                 | 26,23        | 1.446                            |
| Baigneaux                 | 41011                 | 06,58        | .0057                            |
| Beauvilliers              | 41015                 | 08,00        | .0053                            |
| Sainte-Gemmes             | 41210                 | 08,56        | .091                             |

## Lage
Nachbargemeinden von Oucques La Nouvelle sind Lignières im Nordwesten, Vievy-le-Rayé im Nordosten, Saint-Léonard-en-Beauce im Osten, Villeneuve-Frouville im Südosten, Boisseau im Süden, Rhodon und Selommes im Südwesten sowie Faye, Épiais und La Chapelle-Enchérie im Westen.